# Västerbottensgruppen
Västerbottensgruppen (VBG) är en svensk militärregiongrupp inom Hemvärnet som verkat i olika former sedan 2000. Förbandsledningen är förlagd i Umeå garnison i Umeå.

## Historia
Inför försvarsbeslutet 2000 föreslog regeringen i sin propositionen för riksdagen, att den taktiska nivån bör reduceras genom att fördelnings- och försvarsområdesstaber samt marinkommandon och flygkommandon skulle avvecklas. Detta för att utforma ett armétaktiskt, marintaktiskt respektive flygtaktiskt kommando vilka skulle samlokaliseras med operationsledningen. Förslaget innebar att samtliga försvarsområdesstaber skulle avvecklas.
Som ett led i försvarsbeslutet 2000 avvecklades försvars- och militärområdena den 30 juni 2000 och från och med den 1 juli 2000 organiserades i dess ställe militärdistrikt. Därmed avvecklades bland annat Västerbottens försvarsområde (Fo 61). De nya militärdistrikten motsvarade geografiskt sett de gamla militärområdena. Den stora skillnaden var att militärdistrikten var den lägsta nivån där chefen var territoriellt ansvarig. Inom militärdistrikten organiserades militärdistriktsgrupper, i regel en för varje län. I Västerbottens län organiserades den 1 juli 2000 Västerbottensgruppen, vilken underställdes Norra militärdistriktet (MD N).
Den 2 juni 2005 presenterade regeringen sin proposition (2004/05:160) gällande en avveckling av militärdistriktsorganisationen. I propositionen hänvisades regeringen till att "I det framtida insatsförsvaret och den beslutade insatsorganisationen finns det inte längre krav på eller behov av regional eller territoriell ledning som motiverar en särskild ledningsorganisation". Därmed ansåg regeringen att militärdistriktsorganisationen kunde avvecklas, något som Försvarsmakten även i en framställan till regeringen den 7 mars 2005 föreslagit. I dess ställe skulle fyra ledningsgrupper för säkerhetstjänst och samverkan inrättas, där ledningsgrupperna lokaliserade till Boden, Stockholm, Göteborg och Malmö. Den 16 november 2005 antog riksdagen regeringens proposition, därmed beslutades att militärdistriktsorganisationen skulle upplösas och avvecklas den 31 december 2005. Vilket innebar att militärdistriktsgrupperna omorganiserades till utbildningsgrupper och underställdes ett utbildningsförband. Detta medförde att Västerbottensgruppen överfördes från Norra militärdistriktet (MD N) till att bli en enhet inom Norrbottens regemente (I 19) från och med den 1 januari 2006.
Den 1 januari 2013 bildades fyra militärregioner, där Norra militärregionen underställdes chefen för Norrbottens regemente, men löd under chefen insatsledningen i Högkvarteret avseende markterritoriell ledning i fred, kris och krig. Chefen för Västerbottensgruppen var dock fortfarande underställd chefen Norrbottens regemente gällande produktionsledning av hemvärnsförbanden samt insatsledning inom utbildningsgruppens geografiska område. Den 1 oktober 2018 delades dock ledningen av Norrbottens regemente och Norra militärregionen, det genom att en separat chefsbefattning för Norra militärregionen tillsattes. Vidare underställdes staben Norra militärregionen i ledningsfrågor direkt chefen insatsledningen i Högkvarteret. I Försvarsmaktens budgetunderlag till regeringen för 2020 föreslogs att de fyra militärregionala staberna från 1 januari 2020 skulle inrättas som egna organisationsenheter. Cheferna för militärregionstaberna föreslogs i sin tur underställas rikshemvärnschefen avseende produktion av utbildningsgrupper och hemvärnsförband. Detta medförde att utbildningsgrupperna överfördes organisatoriskt från ett utbildningsförband till de fyra militärregionala staberna. I regeringens proposition framhöll dock regeringen att den militära regionala indelningen kunde komma att justeras, det beroende på utfallet av utredningen "Ansvar, ledning och samordning inom civilt försvar" (dir. 2018:79). För Västerbottensgruppen innebar denna förändring att utbildningsgruppen överfördes från Norrbottens regemente till att bli en enhet inom Norra militärregionen från och med den 1 januari 2020.
För att påvisa anknytningen till militärregionen, lämnades den 1 januari 2023 begreppet utbildningsgrupp till förmån för det nya begreppet militärregionsgrupp. Det för att på ett tydligare sätt anknyta mot enhetens bidrag som ett av militärregionens krigsförband, med uppgifter såväl i fred som i krig.

## Verksamhet
Chefen Västerbottensgruppen är från den 1 januari 2020 direkt underställd chefen för Norra militärregionen (C MRN). Västerbottensgruppens uppgifter är att utbilda, organisera och administrera hemvärnsförbanden i Västerbottens län. Gruppen skall vidare stödja frivilliga försvarsorganisationer. Insatser i såväl fred som under kris och krig leds i allmänhet direkt av Norra militärregionen, men Västerbottensgruppen kan ges ledningsuppgifter som till exempel att avdela en militär insatschef (MIC). Från och med 2010 ansvarar Västerbottensgruppen, tillsammans med 13 övriga hemvärnsgrupper runt om i landet, för så kallad direktutbildning (GSU) till sina insatsförband.

## Ingående enheter
Västerbottensgruppen administrerar och utbildar sedan 1 januari 2012 en hemvärnsbataljon, Västerbottensbataljonen (13. hemvärnsbataljonen), vilken även är Sveriges största bataljon, samt traditionsbärare för Västerbottens regemente.

### Västerbottensbataljonen
- 13. hemvärnsbataljonstaben och ledningsplutonen
- 131. hemvärnsinsatskompaniet
- 132. hemvärnsinsatskompaniet
- 133. hemvärnsinsatskompaniet
- 134. hemvärnsbevakningskompaniet
- 135. hemvärnsbevakningskompaniet
- 136. hemvärnsbevakningskompaniet
- 137. hemvärnsbevakningskompaniet
- 1381. hemvärnsmusikkåren, Hemvärnets Musikkår Umeå
- 1382. hemvärnsmusikkåren, Hemvärnets Musikkår Lycksele
- 1391. hemvärnsbåtplutonen
- 1392. hemvärnsCBRN-plutonen
- 1393. hemvärnsflyggruppen
- 1394. hemvärnsTOLO-gruppen

## Förläggningar och övningsplatser
Västerbottensgruppens förbandsledning är samlokaliserade tillsammans med Totalförsvarets skyddscentrum (SkyddC) inom Umestan, vilket är före detta Västerbottens regementes gamla kasernområde i Umeå. 

## Heraldik och traditioner
Västerbottensgruppen (G 61) är sedan 1 juli 2000 arvtagare till traditioner och minne av Västerbottens regemente (I 20) och Lapplandsbrigaden (NB 20). Från den 1 juli 2012 förs regementets traditioner vidare av Västerbottensbataljonen, ingående i Västerbottensgruppen. År 2002 instiftades Västerbottengruppens förtjänstmedalj i guld (G61GM).

## Förbandschefer
- 2000–2004: Överstelöjtnant Lars Levander
- 2004–2005: Major Thomas Jonsson
- 2005–2007: Överstelöjtnant Stig-Olov Skott
- 2008–2011: Överstelöjtnant Thorbjörn Lundkvist
- 2012–2015: Överstelöjtnant Jan Flodin
- 2015–2021: Överstelöjtnant Stefan Janse
- 2021–2024: Major Johan Hellström

## Namn, beteckning och förläggningsort
| Västerbottensgruppen | 2000-07-01 | – |  |

| G 61  | 2000-07-01 | – | 2005-12-31 |
| UG 61 | 2006-01-01 | – | 2017-12-31 |
| VBG   | 2018-01-01 | – |            |

| Umeå garnison (F) | 2000-07-01 | – |  |